# Gevigney-et-Mercey
Gevigney-et-Mercey település Franciaországban, Haute-Saône megyében. Lakosainak száma 517 fő (2022. január 1.). Gevigney-et-Mercey Jussey, Aboncourt-Gesincourt, Augicourt, Bougey, Fouchécourt, Lambrey és Montureux-lès-Baulay községekkel határos.

## Népesség
A település népességének változása:
| Lakosok száma | 463  | 470  | 483  | 482  | 479  | 485  | 488  | 503  | 517  |
|               | 2013 | 2015 | 2016 | 2017 | 2018 | 2019 | 2020 | 2021 | 2022 |